# Jamieson and Spearl
Jamieson and Spearl var ett arkitektkontor i St. Louis i Missouri i USA, vilket ritade flertalet av byggnaderna på Washington University in St. Louis och University of Missouri mellan 1912 och 1950.

## Biografi
James Paterson Jamieson (1867-1941) föddes i Falkirk i  Skottland. Han studerade två år på School of the South Kensington Museum och emigrerade därefter till USA 1884. Han arbetade två år på ett arkitektkontor i Minneapolis i Minnesota och förenade sig sedan med sin bror Thomas Paterson Jamieson på arkitektkontoret R.G. Kennedy. År 1889 var han ritare på  Cope and Stewardson i Philadelphia. 
Han fick ett resestipendium från University of Pennsylvania för att utbilda sig i Europa vid Victoria and Albert Museum i London. Han fick därefter i uppdrag att övervaka byggandet av de av Cope and Stewardson-ritade byggnaderna på Washington Universitys campus i Saint Louis som en del av förberedelserna för  Världsutställningen i Saint Louis 1904.
Från 1902 arbetade han både i Philadelhia och Saint Louis. År 1912 startade han ett eget kontor i Saint Louis, i vilket George Spearl (död 1948) inträdde som delägare 1918.
Arkitektkontoret fortsatte efter de ursprungliga delägarnas död sin verksamhet in på 1950-talet.

## Verk i urval

### University of Missouri
- Faurot Field
- Elmer Ellis Library
- Memorial Union]
- Rothwell Gymnasium
- Read Hall
- Mumford Hall
- Brewer Field House

### University of Arkansas
- Engineering Hall - 1927
- Agriculture Building - 1927
- Chi Omega Greek Theatre - 1930
- Vol Walker Hall - 1935
- Chemistry Building - 1936

### Washington University i Saint Louis
- Danforth Campus (de flesta byggnaderna från 1912 och in på 1950-talet)